# Pycnocraspedum
Pycnocraspedum, rod manjih dubokomorskih riba zmijolikog oblika iz porodice Ophidiidae ili hujki. 
Najduže primjerci ovoga roda bili su dugi 34 centimetara P. fulvum i P. microlepis. Rod i tipičnu vrstu P. squamipinne, opisao je britanski znanstvenik Alfred William Alcock.

## Vrste
1. Pycnocraspedum armatum Gosline, 1954
2. Pycnocraspedum fulvum Machida, 1984
3. Pycnocraspedum microlepis (Matsubara, 1943)
4. Pycnocraspedum phyllosoma (Parr, 1933)
5. Pycnocraspedum squamipinne Alcock, 1889